# Jacques de Rambures
Pour les articles homonymes, voir Jacques.
Jacques de Rambures, né vers 1428, décédé vers 1488 était seigneur de Rambures.

## Biographie

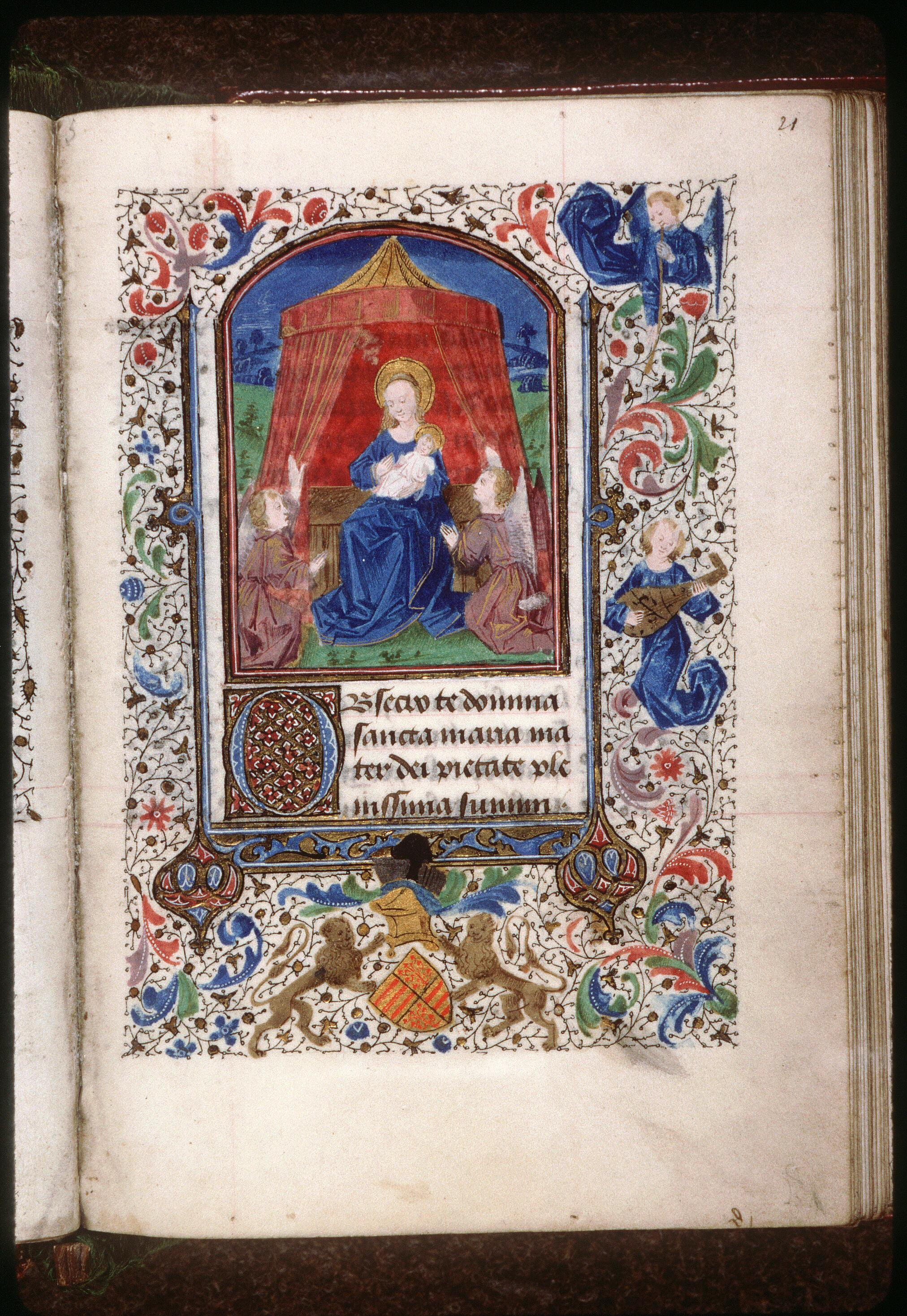
Vierge à l'Enfant attribuée au Maître de Rambures, Heures de Jacques de Rambures, Amiens. Représentation des armes du commanditaire en bas.

Jacques de Rambures était le fils d'André de Rambures et de Péronne de Créquy. Il épousa, Marie Antoinette de Berghes Saint-Winoch. Ils eurent comme enfants :
- Jean de Rambures[1] ;
- Antoinette de Rambures qui épousa Guy de Brimeu, seigneur de Querrieu en mars 1462.

Il fut armé chevalier au siège de Pont-Audemer où son père mourut. Il entra aussitôt au service du roi Louis XI qui en fit son conseiller et son chambellan. Il fut chargé de mission diplomatique pendant la guerre du Bien public. 
En 1472, Charles le Téméraire, duc de Bourgogne ravagea la Picardie: Nesle fut mise à sac ainsi que le Vimeu ; Gamaches, Frucourt, Saint-Maxent furent pris. Jacques de Rambures, le 26 juillet 1472, ouvrit son château à Charles le Téméraire qui y installa une garnison. Le château fut repris en septembre par Robert d'Estouteville et Joachim Rouault, seigneur de Gamaches.
Jacques de Rambures ne recouvra son château qu'en 1475.
Il acheva la construction du château de Rambures commencée par son grand-père David de Rambures en 1412. Il fut le commanditaire d'un Livre d'Heures, manuscrit enluminé dont l'auteur est appelé le Maître de Rambures.

## Pour approfondir